# Alfred Merlin
Alfred Merlin (13 de marzo de 1876, Orléans - 16 de marzo de 1965, Neuilly-sur-Seine) fue un historiador, arqueólogo, pionero y fundador de la arqueología subacuática del siglo XX , un numismático y epigrafista francés.

## Biografía
Después de sus estudios en la École Normale Supérieure, obtuvo la agrégation en historia y geografía en 1900 y luego se continuó en la École française de Rome (1901-1903). Más tarde ocupó el cargo de director del Servicio de Antigüedades en Túnez entre 1906 y 1920, donde fue uno de los pioneros de la exploración del sitio arqueológico de Dougga, entre 1901 y 1902. Luego se convirtió en comisario jefe de antigüedades griegas y romanas en el Museo del Louvre de 1921 a 1946. En 1928 fue elegido miembro de la Académie des Inscriptions et Belles-Lettres, de la que fue secretario permanente hasta 1964.

### Naufragio de Mahdía
En 1907 fue alertado por unos pescadores de esponjas griegos que navegaban entre Sousse y Sfax sobre la existencia de un grupo de columnas mezcladas con objetos de todo tipo que yacían a cuarenta metros de profundidad. Merlin solicitó de las autoridades marítimas locales apoyo financiero para lanzar la primera campaña de excavación arqueológica bajo el agua en el naufragio de Mahdía. De este modo, sacó a la superficie algunos objetos artísticos atenienses que databan del siglo I a. C., incluido la famosa Herma de bronce de Dioniso, firmado por el escultor Boeto de Calcedonia.